# Olešná (Havlíčkův Brod)
Olešná é uma comuna checa localizada na região de Vysočina, distrito de Havlíčkův Brod.